# Cử tạ tại Đại hội Thể thao châu Á 2022
Cử tạ tại Đại hội Thể thao châu Á 2022 được tổ chức tại Nhà thi đấu Trung tâm Thể thao Tiêu Sơn, thuộc quận Tiêu Sơn, Hàng Châu, Trung Quốc, từ ngày 30 tháng 9 đến ngày 7 tháng 10 năm 2023.

## Quốc gia tham dự
Có tổng cộng 205 vận động viên đến từ 33 quốc gia tham gia thi đấu môn Cử tạ tại Đại hội Thể thao châu Á 2022:
- Afghanistan (1)
- Bahrain (1)
- Bangladesh (3)
- Brunei (2)
- Trung Quốc (14)
- Đài Bắc Trung Hoa (8)
- Ấn Độ (2)
- Indonesia (9)
- Iran (10)
- Iraq (5)
- Nhật Bản (10)
- Jordan (3)
- Kazakhstan (14)
- CHDCND Triều Tiên (14)
- Hàn Quốc (14)
- Kyrgyzstan (6)
- Mông Cổ (14)
- Nepal (5)
- Pakistan (3)
- Palestine (1)
- Philippines (5)
- Qatar (1)
- Ả Rập Xê Út (4)
- Sri Lanka (2)
- Syria (1)
- Tajikistan (2)
- Thái Lan (14)
- Đông Timor (1)
- Turkmenistan (11)
- Uzbekistan (12)
- Việt Nam (6)

## Lịch thi đấu
| A | Bảng A | B | Bảng B |

| ND↓/Ngày →  | 30/09 Thứ 7 | 30/09 Thứ 7 | 1/10 CN | 1/10 CN | 2/10 Thứ 2 | 2/10 Thứ 2 | 3/10 Thứ 3 | 3/10 Thứ 3 | 4/10 Thứ 4 | 4/10 Thứ 4 | 5/10 Thứ 5 | 5/10 Thứ 5 | 6/10 Thứ 6 | 7/10 Thứ 7 |
| ----------- | ----------- | ----------- | ------- | ------- | ---------- | ---------- | ---------- | ---------- | ---------- | ---------- | ---------- | ---------- | ---------- | ---------- |
| Nam 61 kg   |             |             | B       | A       |            |            |            |            |            |            |            |            |            |            |
| Nam 67 kg   |             |             | B       | A       |            |            |            |            |            |            |            |            |            |            |
| Nam 73 kg   |             |             |         |         |            |            | B          | A          |            |            |            |            |            |            |
| Nam 81 kg   |             |             |         |         |            |            |            |            | B          | A          |            |            |            |            |
| Nam 96 kg   |             |             |         |         |            |            |            |            |            |            | B          | A          |            |            |
| Nam 109 kg  |             |             |         |         |            |            |            |            |            |            | B          | B          | A          |            |
| Nam +109 kg |             |             |         |         |            |            |            |            |            |            |            |            |            | A          |
| Nữ 49 kg    | B           | A           |         |         |            |            |            |            |            |            |            |            |            |            |
| Nữ 55 kg    | B           | A           |         |         |            |            |            |            |            |            |            |            |            |            |
| Nữ 59 kg    |             |             |         |         | B          | A          |            |            |            |            |            |            |            |            |
| Nữ 64 kg    |             |             |         |         | B          | A          |            |            |            |            |            |            |            |            |
| Nữ 76 kg    |             |             |         |         |            |            |            |            |            |            | A          | A          |            |            |
| Nữ 87 kg    |             |             |         |         |            |            |            |            |            |            |            |            | A          |            |
| Nữ +87 kg   |             |             |         |         |            |            |            |            |            |            |            |            |            | A          |

## Danh sách huy chương

### Nam
| Nội dung | Vàng                              | Vàng      | Bạc                                     | Bạc        | Đồng                              | Đồng   |
| -------- | --------------------------------- | --------- | --------------------------------------- | ---------- | --------------------------------- | ------ |
| 61 kg    | Li Fabin · Trung Quốc             | 310 kg GR | Pak Myong-jin · CHDCND Triều Tiên       | 307 kg JWR | Kim Chung-guk · CHDCND Triều Tiên | 298 kg |
| 67 kg    | Chen Lijun · Trung Quốc           | 330 kg GR | Ri Won-ju · CHDCND Triều Tiên           | 321 kg     | Lee Sang-yeon · Hàn Quốc          | 317 kg |
| 73 kg    | Rahmat Erwin Abdullah · Indonesia | 359 kg GR | Weeraphon Wichuma · Thái Lan            | 351 kg JWR | Oh Kum-thaek · CHDCND Triều Tiên  | 344 kg |
| 81 kg    | Ri Chong-song · CHDCND Triều Tiên | 364 kg GR | Mukhammadkodir Toshtemirov · Uzbekistan | 351 kg     | Alexandr Uvarov · Kazakhstan      | 348 kg |
| 96 kg    | Tian Tao · Trung Quốc             | 390 kg    | Ro Kwang-ryol · CHDCND Triều Tiên       | 386 kg     | Sarat Sumpradit · Thái Lan        | 384 kg |
| 109 kg   | Liu Huanhua · Trung Quốc          | 418 kg GR | Akbar Djuraev · Uzbekistan              | 417 kg     | Ruslan Nurudinov · Uzbekistan     | 391 kg |
| +109 kg  | Gor Minasyan · Bahrain            | 457 kg GR | Ali Davoudi · Iran                      | 426 kg     | Rustam Djangabaev · Uzbekistan    | 423 kg |

### Nữ
| Nội dung | Vàng                                | Vàng           | Bạc                               | Bạc    | Đồng                               | Đồng   |
| -------- | ----------------------------------- | -------------- | --------------------------------- | ------ | ---------------------------------- | ------ |
| 49 kg    | Ri Song-gum · CHDCND Triều Tiên     | 216 kg WR      | Jiang Huihua · Trung Quốc         | 213 kg | Thanyathon Sukcharoen · Thái Lan   | 199 kg |
| 55 kg    | Kang Hyong-yong · CHDCND Triều Tiên | 233 kg WR      | Ri Su-yon · CHDCND Triều Tiên     | 222 kg | Hou Zhihui · Trung Quốc            | 210 kg |
| 59 kg    | Kim Il-gyong · CHDCND Triều Tiên    | 246 kg GR, JWR | Luo Shifang · Trung Quốc          | 240 kg | Kuo Hsing-chun · Đài Bắc Trung Hoa | 227 kg |
| 64 kg    | Rim Un-sim · CHDCND Triều Tiên      | 251 kg GR      | Pei Xinyi · Trung Quốc            | 234 kg | Elreen Ando · Philippines          | 222 kg |
| 76 kg    | Song Kuk-hyang · CHDCND Triều Tiên  | 267 kg         | Jong Chun-hui · CHDCND Triều Tiên | 266 kg | Kim Su-hyeon · Hàn Quốc            | 243 kg |
| 87 kg    | Liang Xiaomei · Trung Quốc          | 275 kg         | Yun Ha-je · Hàn Quốc              | 252 kg | Jung A-ram · Hàn Quốc              | 245 kg |
| +87 kg   | Park Hye-jeong · Hàn Quốc           | 294 kg         | Son Young-hee · Hàn Quốc          | 283 kg | Duangaksorn Chaidee · Thái Lan     | 275 kg |

## Bảng tổng sắp huy chương
| Hạng                | Đoàn                    | Vàng | Bạc | Đồng | Tổng số |
| ------------------- | ----------------------- | ---- | --- | ---- | ------- |
| 1                   | CHDCND Triều Tiên (PRK) | 6    | 5   | 2    | 13      |
| 2                   | Trung Quốc (CHN)        | 5    | 3   | 1    | 9       |
| 3                   | Hàn Quốc (KOR)          | 1    | 2   | 3    | 6       |
| 4                   | Bahrain (BHR)           | 1    | 0   | 0    | 1       |
| 4                   | Indonesia (INA)         | 1    | 0   | 0    | 1       |
| 6                   | Uzbekistan (UZB)        | 0    | 2   | 2    | 4       |
| 7                   | Thái Lan (THA)          | 0    | 1   | 3    | 4       |
| 8                   | Iran (IRN)              | 0    | 1   | 0    | 1       |
| 9                   | Kazakhstan (KAZ)        | 0    | 0   | 1    | 1       |
| 9                   | Philippines (PHI)       | 0    | 0   | 1    | 1       |
| 9                   | Đài Bắc Trung Hoa (TPE) | 0    | 0   | 1    | 1       |
| Tổng số (11 đơn vị) | Tổng số (11 đơn vị)     | 14   | 14  | 14   | 42      |